# Leichtathletik-Europameisterschaften 1990/Hammerwurf der Männer

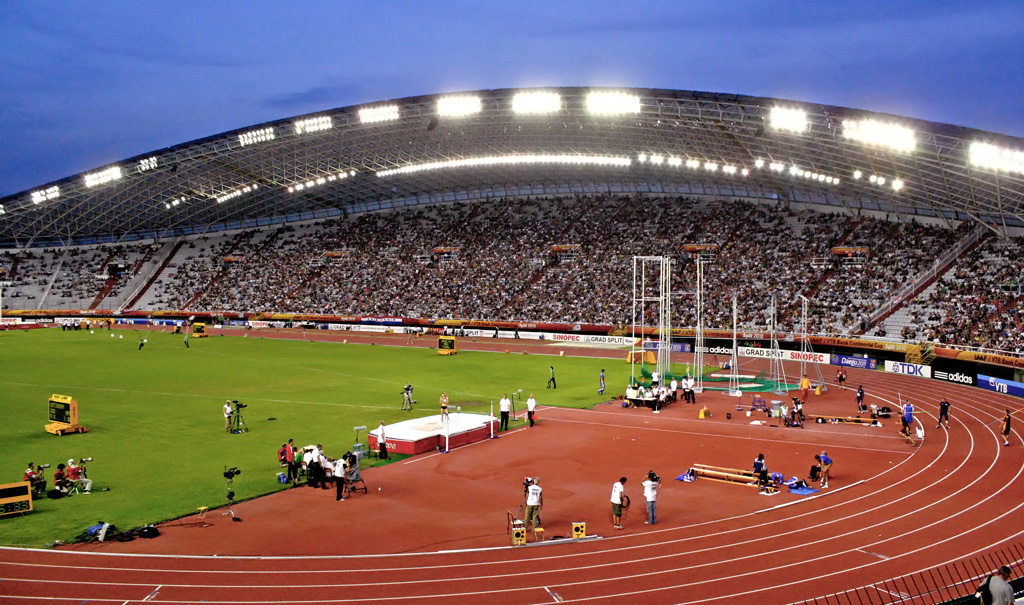
Das Stadion Poljud von Split im Jahr 2010

Der Hammerwurf der Männer bei den Leichtathletik-Europameisterschaften 1990 wurde am 30. und 31. August 1990 im Stadion Poljud in Split ausgetragen.
In diesem Wettbewerb gab es mit Gold und Bronze zwei Medaillen für die Hammerwerfer der UdSSR. Europameister wurde Ihar Astapkowitsch. Er gewann vor dem Ungarn Tibor Gécsek. Bronze ging an den EM-Zweiten von 1982 und EM-Dritten von 1986 Igor Nikulin.

## Bestehende Rekorde
| Weltrekord           | 86,74 m | Jurij Sedych | EM Stuttgart, BR Deutschland | 30. August 1986 |
| Europarekord         | 86,74 m | Jurij Sedych | EM Stuttgart, BR Deutschland | 30. August 1986 |
| Meisterschaftsrekord | 86,74 m | Jurij Sedych | EM Stuttgart, BR Deutschland | 30. August 1986 |

Der bestehende EM-Rekord wurde bei diesen Europameisterschaften nicht erreicht. Die größte Weite erzielte der sowjetische Europameister Ihar Astapkowitsch im Finale mit 84,14 m, womit er 2,60 m unter dem Rekord blieb, der gleichzeitig auch den Welt- und Europarekord darstellte.

## Qualifikation
30. August 1990
Zwanzig Wettbewerber traten in zwei Gruppen zur Qualifikationsrunde an. Drei von ihnen (hellblau unterlegt) übertrafen die Qualifikationsweite für den direkten Finaleinzug von 77,00 m. Damit war die Mindestzahl von zwölf Finalteilnehmern nicht erreicht. Das Finalfeld wurde mit den neun nächstplatzierten Sportlern (hellgrün unterlegt) auf zwölf Werfer aufgefüllt. So reichten für die Finalteilnahme schließlich 73,12 m.

### Gruppe A
| Platz | Name             | Nation         | Weite (m) |
| ----- | ---------------- | -------------- | --------- |
| 1     | Igor Nikulin     | Sowjetunion    | 79,06     |
| 2     | Enrico Sgruletti | Italien        | 76,68     |
| 3     | Iwan Tanew       | Bulgarien      | 74,48     |
| 4     | Johann Lindner   | Österreich     | 74,00     |
| 5     | Heinz Weis       | BR Deutschland | 73,44     |
| 6     | Tore Gustafsson  | Schweden       | 72,86     |
| 7     | Raphaël Piolanti | Frankreich     | 72,50     |
| 8     | József Vida      | Ungarn         | 72,46     |
| 9     | Norbert Radefeld | BR Deutschland | 72,42     |
| 10    | Esa Jantunen     | Finnland       | 71,60     |
| 11    | Wiktor Apostolow | Bulgarien      | 68,92     |

### Gruppe B
| Platz | Name               | Nation         | Weite (m) |
| ----- | ------------------ | -------------- | --------- |
| 1     | Plamen Minew       | Bulgarien      | 77,80     |
| 2     | Ihar Astapkowitsch | Sowjetunion    | 77,60     |
| 3     | Gunther Rodehau    | DDR            | 75.36     |
| 4     | Tibor Gécsek       | Ungarn         | 74,68     |
| 5     | Juha Tiainen       | Finnland       | 74,30     |
| 6     | Paul Head          | Großbritannien | 74,02     |
| 7     | Claus Dethloff     | BR Deutschland | 73,12     |
| 8     | Frédérick Kuhn     | Frankreich     | 71,30     |
| 9     | Giuliano Zanello   | Italien        | 68,64     |

## Finale

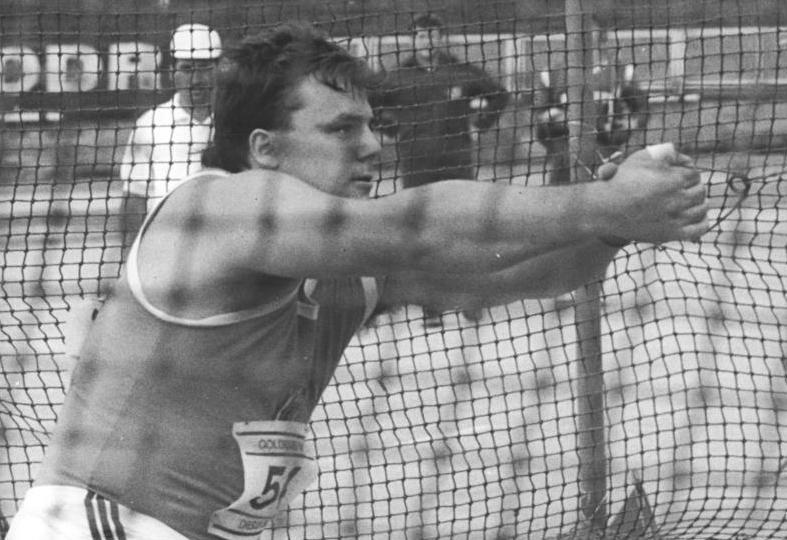
Gunther Rodehau erzielte als Vierter dieselbe Platzierung wie vier Jahre zuvor

31. August 1990
| Platz | Name               | Nation         | Weite (m) |
| ----- | ------------------ | -------------- | --------- |
| 1     | Ihar Astapkowitsch | Sowjetunion    | 84,14     |
| 2     | Tibor Gécsek       | Ungarn         | 80,14     |
| 3     | Igor Nikulin       | Sowjetunion    | 80,02     |
| 4     | Gunther Rodehau    | DDR            | 77,90     |
| 5     | Plamen Minew       | Bulgarien      | 77,12     |
| 6     | Iwan Tanew         | Bulgarien      | 76,28     |
| 7     | Enrico Sgruletti   | Italien        | 75,82     |
| 8     | Heinz Weis         | BR Deutschland | 75,48     |
| 9     | Juha Tiainen       | Finnland       | 73,70     |
| 10    | Johann Lindner     | Österreich     | 73,68     |
| 11    | Paul Head          | Großbritannien | 72,68     |
| 12    | Claus Dethloff     | BR Deutschland | 72,36     |

## Videolinks
- Hammer Throw European Athletics Champs 1990 Split, www.youtube.com, abgerufen am 24. Dezember 2022
- 2978 European Track & Field 1990 Split Hammer Men Igor Astapkovich, www.youtube.com, abgerufen am 24. Dezember 2022